# Bernhard Otto von Hedemann
Bernhard Otto von Hedemann (* 30. Oktober 1763 in Hemmelmark; † 10. Januar 1818 in Schleswig) war ein deutscher Offizier in dänischen Diensten, zuletzt Generalmajor.

## Leben
Bernhard Otto von Hedemann war ein Sohn des Herrn auf Hemmelmark mit Morberg und Grünenhof, Louisenberg und Hohenstein Johann Christoph Georg von Hedemann (* 18. Juli 1729 in Dorste; † 17. Juni 1781 in Hemmelmark) aus dessen zweiter Ehe mit Davidia Margaretha von Drieberg (* 5. August 1735 in Schleswig; † 23. November 1795 in Hemmelmark). Er hatte neun Brüder und zwei Schwestern; Hartwig Johann Christoph von Hedemann war sein ältester Bruder.
Mit 12 Jahren trat er 1775 als Kadett in dänische Militärdienste und wurde 1779 Sekondeleutnant im Reiter-Leibregiment. 1783 wurde er Premierleutnant und erhielt 1788 den Charakter als Rittmeister. Ab 1793 Chef einer Eskadron, wurde er 1803 charakterisierter Major und 1806 Premiermajor. 1809 erhielt er den Charakter und 1810 das Patent als Oberstleutnant. Seit 1812 charakterisierter Oberst, wurde er am 18. Oktober 1813 Chef des holsteinischen Reiterregiments. In der Schlacht bei Sehestedt am 10. Dezember 1813 zog er sich eine schwere Kopfverletzung durch einen Bajonettstich zu. Er verlor ein Auge und trug bleibende Schäden davon; dass er überhaupt überlebte, wurde der ärztlichen Kunst des Kieler Chirurgen Johann Leonhard Fischer zugeschrieben. In seiner Krankheit wurde er von seiner Tochter Margaretha Wilhelmina Scheel von Plessen gepflegt. Fischers lebensrettende Behandlung Hedemanns galt Zeitgenossen als das größte Meisterstück wundärztlicher Kunst.
1816 nahm er seinen Abschied, wobei er den Charakter Generalmajor erhielt. Er war königlich dänischer Kammerherr.
Bernhard Otto von Hedemann starb nach langem Leiden an den Folgen seiner Verwundung.
Er war seit 1785 verheiratet mit Antoinette (Jeannette) Elisabeth Christiane, geb. von Scriver (1764–1848). Das Paar hatte fünf Kinder, darunter den dänischen Hofmarschall Adolph Otto Wilhelm von Hedemann (1793–1849). Die Tochter Margarethe Wilhelmine ehelichte den Königlichen dänischen Kammerherrn und Geheimen Konferenzrat Mogens (Magnus) Joachim Lehngraf Scheel von Plessen. Der holsteinische Politiker Carl von Scheel-Plessen, der dänische Politiker Wulff Scheel-Plessen, der dänische Kammerherr und preußische Regierungsrat Hugo von Plessen und der dänische Admiral Anton Rudolph von Hedemann (1816–1897) waren seine Enkel.